# Cyrtomium chingianum
Cyrtomium chingianum är en träjonväxtart som beskrevs av P. S. Wang. Cyrtomium chingianum ingår i släktet Cyrtomium och familjen Dryopteridaceae. Inga underarter finns listade.